# Podvinčani
Podvinčani su vokalno-instrumentalni sastav iz Gornjeg i Donjeg Jesenja koji izvodi zagorske, narodne i zabavne pjesme. Najveći uspjeh postigli su pjesmom "Kad procvatu jabuke".

## O sastavu
Sastav djeluje od 1996. godine, a naziv je dobio po zaselku Podvincima iz Gornjeg Jesenja pokraj Krapine, odakle je dio članova. "Izvorište i uporište većine pjesama Podvinčana bogata je glazbena i jezična tradicija jesejanskog kraja, u kojem se žmehki život na grunteku ublažaval druženjem s mužikom i popevkom." - kažu njihovi članovi. Početak djelovanja sastava Podvinčani povezuje se s pjesmama "Moj gruntek je mali" i "Pjesma o Jesenju" koje je, uz mnoge druge, napisala Anica Fotak-Malogorski. Surađuju s poznatim zagorskim autorima kao što su Ivica Pepelko, Rajko Suhodolčan, Stanko Piskač, Vlado Blagec, Davor Totović i drugi. Baš je Ivica Pepelko napisao i njihov najveći hit - pjesmu "Kad procvatu jabuke", po kojoj su poznati široj javnosti. Mnoge pjesme, od kojih su neke postale i tamburaški hitovi, potpisuju upravo ti Zagorci.
Do danas su snimili i objavili pedesetak izvornih zagorskih pjesama. Redovito sudjeluju na najvećim hrvatskim festivalima tamburaške glazbe, a svojim su djelovanjem pridonijeli oživljavanju autohtone zagorske glazbene baštine. 
Podvinčani u svom sastavu imaju dvije postave glazbala;
- violinska postava: dvije violine, harmonika, bugarija i bas
- elektično-instrumentalna postava: dvije klavijature, električna gitara, bas-gitara i bubnjevi

## Članovi
- Ivan Šoštarić Ivan - violina i klavijature
- Marjan-Đuro Šoštarić - bugarija i bubnjevi
- Darko Kovačec - violina, bas-gitara
- Nenad Kovačec - harmonika i klavijature
- August Janžek - električna gitara, bas

## Nastupi
Festivali:
- Pjesma i tambura
- Zagorska krijesnica
- Krapinafest
- Pjesme Podravine i Podravlja (Pitomača)
- razne humanitarne priredbe diljem Hrvatske i u inozemstvu

## Diskografija

#### Studijski albumi
- CD Podvinčani, SBS Music, 2005.[2]
- CD Marke i dolari, Amor
- CD Puti naše mladosti
- CD Kad procvatu jabuke, SBS Music, 2005.
- CD Daj mi natoči, vlastita naklada, 2008.
- CD Za srce i dušu[3]

#### Kompilacije
- CD Sve najbolje, Croatia Records, 2011.[4]

## Vanjske poveznice
- Podvinčani - službene stranice
- SBS Music: Podvinčani  Arhivirana inačica izvorne stranice od 28. veljače 2014. (Wayback Machine)
- Croatia Records: Podvinčani
- Discogs.com: Podvinčani